# Britt Assombalonga
Britt Assombalonga (Kinshasa, 1993. december 6. –) kongói labdarúgó, az angol másodosztályban érdekelt Middlesbrough csatára.

## Pályafutása
Assombalonga Zairében, Kinshasában született, azonban 8 hónapos korában szüleivel London Camden kerületébe költöztek.

### Watford
Pályafutását a Watford együttesénél kezdte 2010-ben, ahol gyorsan lépett előre a ranglétrán. Első szezonjában a korosztályos FA Kupa negyeddöntőjéig menetelt Lódarazsakkal, míg a bajnokságban a második legeredményesebb tagja lett csapatának, miközben a tartalékcsapatban is több alkalommal pályára lépett. A szezon végén egyéves szerződést írt alá a klubbal és az utolsó két fordulóban a felnőtt csapatba is bekerült, igaz csak a kispadon kapott helyet.
Bemutatkozó mérkőzését 2012. március 17-én a Coventry City ellen játszotta és ezzel a klub történetének 50-ik játékosa lett, aki a Watford Akadémiáról az első csapatba került.

#### Kölcsönben a Wealdstone-nál
Tapasztalatszerzés szempontjából igazolt a Wealdstone csapatához 2011 novemberében, és 16 mérkőzésen 11 gólt szerzett. 2012. február 4-én tért vissza Watfordba.

#### Kölcsönben a Braintree Town-nál
A Lincoln City ellen egy góllal és egy kiállítással kezdte meg kölcsönszerződését 2012. február 15-én a Braintree együttesénél, majd eltiltását követően még négy alkalommal zörgette meg ellenfelei hálóját.

#### Kölcsönben a Southend Unitednél
A harmadosztályban kezdte meg a 2012-2013-as szezonját és a klub első bajnoki találatát is Ő jegyezte az évben. A kezdeti egy hónapos kölcsönjáték végül egy egész szezonra módosult és Assombalonga a csapat gólkirálya lett a bajnokság végén 15 góllal. Szerepelt a 2013-as Football League Trophy döntőjében is, melyet elveszítettek a Crewe ellenében.

### Peterborough United
2013. július 31-én 1,1 millió fontért a Peterborough Unitedhez igazolt négyéves időszakra. Debütáló mérkőzésén az Ő góljával arattak győzelmet a Swindon Town felett. A szezon végén pedig a Chesterfield elleni, 3-1 arányban megnyert 2013-2014-es Football League Trophy döntőjében tizenegyesből talált a hálóba.

### Nottingham Forest
Átigazolási rekordot jelentő, ötéves szerződést kötött 2014. augusztus 6-án a Nottingham Forest csapatával. A szerződés értelmében a vételára 5 millió font volt, amely meghaladta a klub addigi legdrágább játékosának, Pierre van Hooijdonknak értékét.
Első találatát a Bolton Wanderers ellen érte el és a szezon hátralévő részében sem maradt adós a jó játékkal és a gólszerzéssel. Szeptember 17-én mesterhármast ért el a Fulham ellen, majd az East Midlands Derbyn a Derby County elleni győztes találatával enyhítette a nyomást az ingatag pozícióban lévő korábbi vezetőedzőjén Stuart Pearce-en.
2015. február 11-én a Wigan Athletic elleni mérkőzésen azonban súlyos térdsérülést szenvedett és 12 hónapos kihagyásra kényszerült. 2016. április 19-én térhetett vissza és 6 percet kapott a Blackburn Rovers elleni mérkőzésen. 14 hónappal sérülése után a Milton Keynes ellen talált be első alkalommal.
A 2016-17-es szezon első fordulójában két góllal hálálta meg a Burton Albion ellen Philippe Montanier bizalmát és szeptember 2-án 2021-ig kötelezte el magát egy újabb ötéves szerződéssel a Foresthez.

### Middlesbrough
2017. július 17-én 15 millió fontért igazolt a Middlesbrough együtteséhez. Első gólját a Burton Albion ellen szerezte augusztus 16-án.

## Válogatott
Kettős állampolgársággal rendelkezik, ezért az angol, valamint a kongói válogatottat is képviselhetné. A 2015-ös Afrikai Nemzetek Kupájára készülő kongói válogatott nevezte is a bő keretébe, azonban Assombalonga idő előtt visszalépett. 2016. november 4-én elfogadta a behívót, azonban makacs térdsérülése miatt, még nem tudta teljes mértékben formába hozni magát. Ennek köszönhetően maradt ki a 2017-es Afrikai Nemzetek Kupájára induló csapatból is.
2018. március 27-én Tanzánia ellen viselte első alkalommal a kongói válogatott címeres mezét.

## Sikerei, díjai
- Peterborough United
  - Football League Trophy: 2013–14

## Magánélete
Édesapja Fedor Assombalonga korábbi zairei válogatott labdarúgó. Bátyja Christian a AFC Hornchurch játékosa.

## Külső hivatkozások
- Soccerbase